# Монсіа
Монсіа́ — район (кумарка) Каталонії (кат. Montsià). Столиця району — м. Ампоста (кат. Amposta).

## Фото

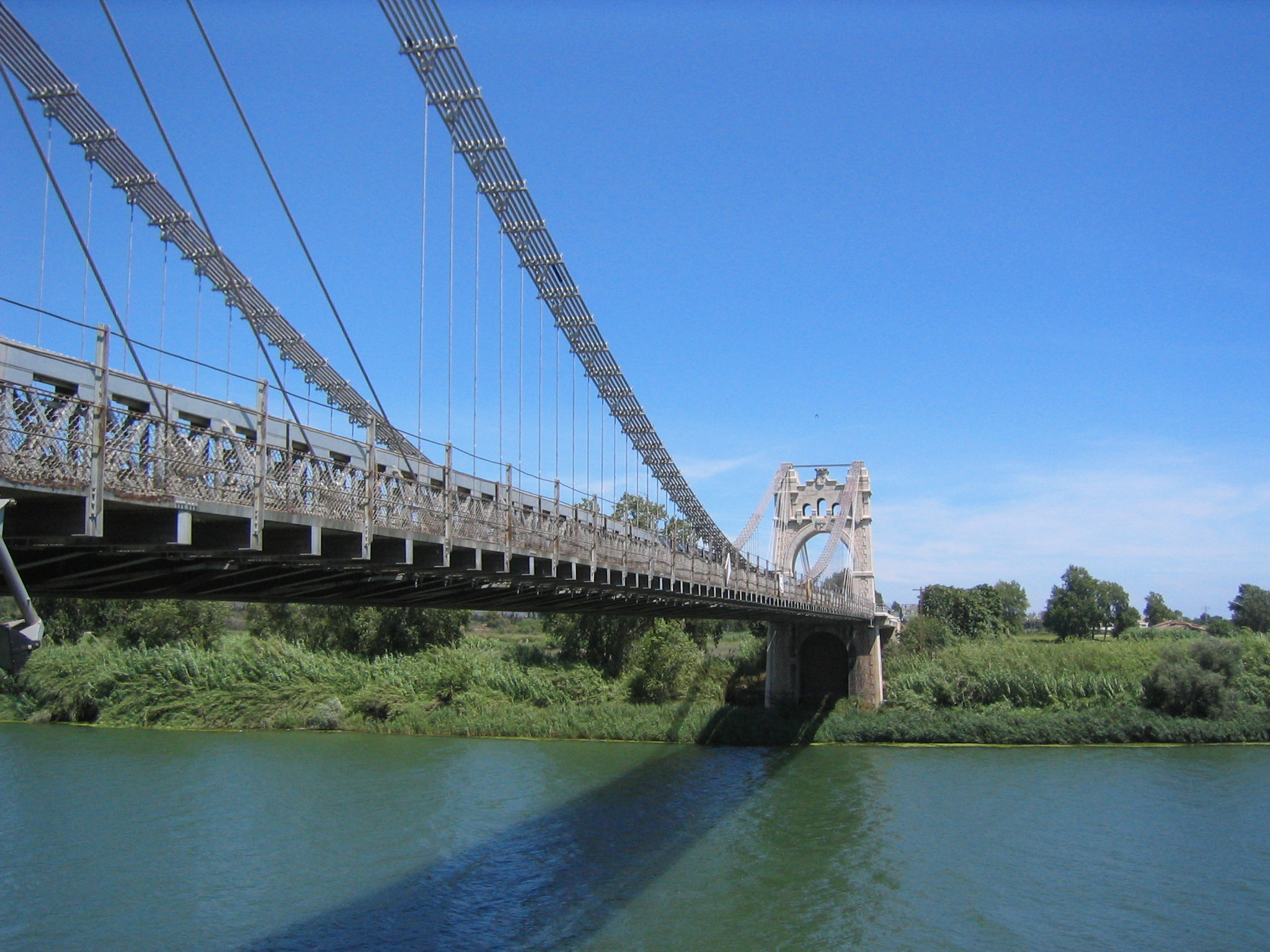
Міст у м. Ампоста
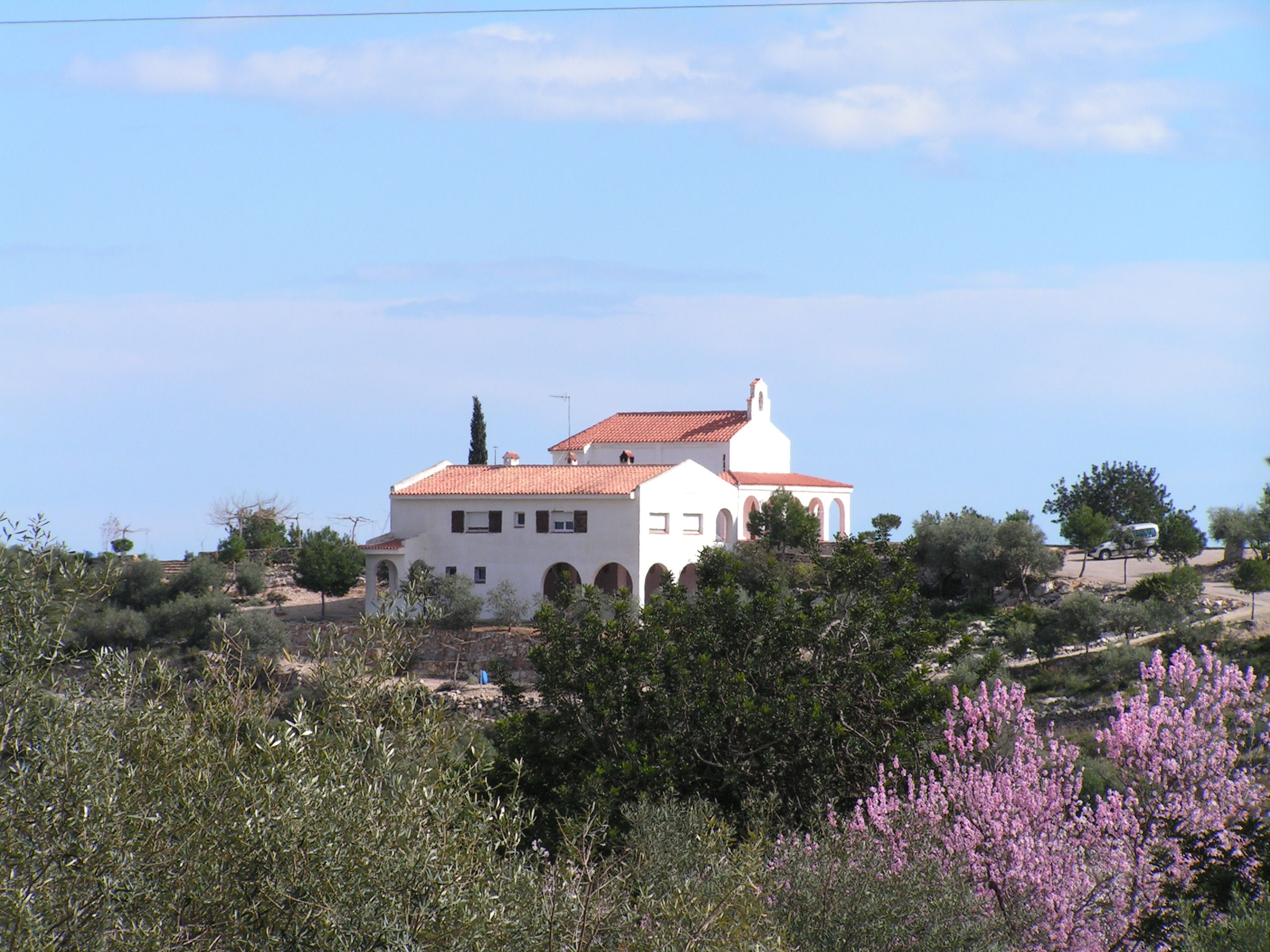
Скит Божої Матері, м. Ампоста

## Муніципалітети
- Алкана (кат. Alcanar) — населення 9.311 осіб;
- Ампоста (кат. Amposta) — населення 20.359 осіб;
- Ґудаль (кат. Godall) — населення 749 осіб;
- Ла-Ґалера (кат. Galera, la) — населення 818 осіб;
- Ла-Сенія (кат. Sénia, la) — населення 5.969 осіб;
- Мас-да-Барбаранс (кат. Mas de Barberans) — населення 683 особи;
- Масданбержа (кат. Masdenverge) — населення 1.052 особи;
- Сан-Жаума-д'Анбежа (кат. Sant Jaume d'Enveja) — населення 3.355 осіб;
- Сан-Карлас-да-ла-Рапіта (кат. Sant Carles de la Ràpita) — населення 13.181 особа;
- Санта-Барбара (кат. Santa Bàrbara) — населення 3.613 осіб;
- Ульдакона (кат. Ulldecona) — населення 6.325 осіб;
- Фражіналс (кат. Freginals) — населення 406 осіб.